# Stanley Middleton
Stanley Middleton FRSL (Bulwell, Nottinghamshire, 1 de agosto de 1919 – 25 de julio de 2009) fue un novelista británico.

## Biografía
Middleton seeducó en el High Pavement School de Nottingham y posteriormente en la Universidad de Nottingham. Fue en la universidad cuando comenzó a escribir y en 1958 publicó A Short Answer. 
Junto a su trabajo como escritor, dio clases de Inglés en el New College Nottingham durante muchos años. De hecho, el actor Peter Bowles recibió clases de Middleton mientras estudiaba en el High Pavement. De hecho, en 1980 cuando Bowles era entrevistado en el popular programa de televisión This Is Your Life, Middleton apareció como invitado en el programa.
En 1974, su novela Holiday ganó el Premio Booker. A modo de experimento, en 2006, un reportero de The Sunday Times envió los primeros capítulos de Holiday a una serie de editores y agentes literarios como un truco periodístico. Casi todos lo rechazaron. En 2008, se publicó Her Three Wise Men el que fue su 44.ª y póstuma novela.
Middleton fue un reputado organista, tocando regularmente en la Iglesia Metodista de St Mark de Bulwell y, en ocasiones, tocó en Mansfield Road Baptist Church de Nottingham. También fue un refinado dibujante. De hecho, su novela de 1994 Catalysts contó con una portada pintada por él.
Middleton estuvo casado con Margaret Welch desde 1951 hasta su muerte; la pareja tuvo dos hijas, Penny y Sarah. Hacia el final de su vida, padeció cáncer y murió en una residencia de ancianos el 25 de julio de 2009, a los 89 años.
Middleton rechazó el título de la Orden del Imperio Británico en 1979. No sentía que se le honrara simplemente por hacer lo que consideraba su trabajo.